# Carlos Melero
Carlos Melero García (Moraleja de Cuéllar, Segovia, 17 de diciembre de 1948) es un ex ciclista español, profesional entre los años 1973 y 1979. Su faceta era la de gregario de corredores como José Antonio González Linares o Domingo Perurena.
Como amateur, fue 6º en la prueba de 100 km contrarreloj por equipos en el Campeonato del Mundo de Mendrisio. Obtuvo una medalla de oro en los Juegos Mediterráneos de 1971 de Esmirna, en la misma prueba. También acudió a los Juegos Olímpicos de 1972 de Múnich, donde terminó 11º en la prueba de contrarreloj por equipos. Asimismo, terminó 4º en el Tour del Porvenir de 1971.
Como profesional, participó en varios Tours de Francia y Vueltas a España, consiguiendo el triunfo de etapa en la jornada disputada entre Seo de Urgel y Monzón, en la Vuelta del año 1977, el cual supone su mayor éxito deportivo. Entre otros resultados, también fue 2º en la Vuelta a Aragón 1974, 3º en la Vuelta a La Rioja 1977 y 4º en los Campeonatos de España en Ruta y Montaña, en 1974.
La Ciudad Deportiva de Segovia lleva su nombre en su honor.
Su hijo mayor, Óscar Melero fue profesional entre 2000 y 2002, mientras que su otro hijo, Iván Melero, fue campeón de España Júnior en 2001 y fue profesional desde 2005 hasta 2011.
El 28 de noviembre de 2010 recibió la distinción al mérito ciclista en la gala del ciclismo de Castilla y León.

## Palmarés
1977
- 1 etapa de la Vuelta a España

1979
- 1 etapa de la Vuelta a La Rioja

## Equipos
- Kas (1973-1976)
- Teka (1977-1978)
- Moliner-Vereco (1979)